# Tréflez
Tréflez település Franciaországban, Finistère megyében. Lakosainak száma 984 fő (2022. január 1.). Tréflez Goulven, Plouider és Plounévez-Lochrist községekkel határos.

## Népesség
A település népessége az elmúlt években az alábbi módon változott:
| Lakosok száma | 966  | 826  | 763  | 862  | 922  | 931  | 958  | 973  | 975  | 984  |
|               | 1968 | 1982 | 1990 | 2006 | 2013 | 2015 | 2017 | 2019 | 2020 | 2022 |